# Иодид сурьмы(V)
Иодид сурьмы(V) — бинарное неорганическое соединение сурьмы и иода с формулой SbI5, тёмно-бурые кристаллы,  реагирует с водой.

## Получение
- Сплавление иода и сурьмы:

{\displaystyle {\mathsf {2Sb+5I_{2}\ {\xrightarrow {}}\ 2SbI_{5}}}}

## Физические свойства
Иодид сурьмы(V) образует тёмно-бурые кристаллы.